# Susanne Schaefer-Wiery

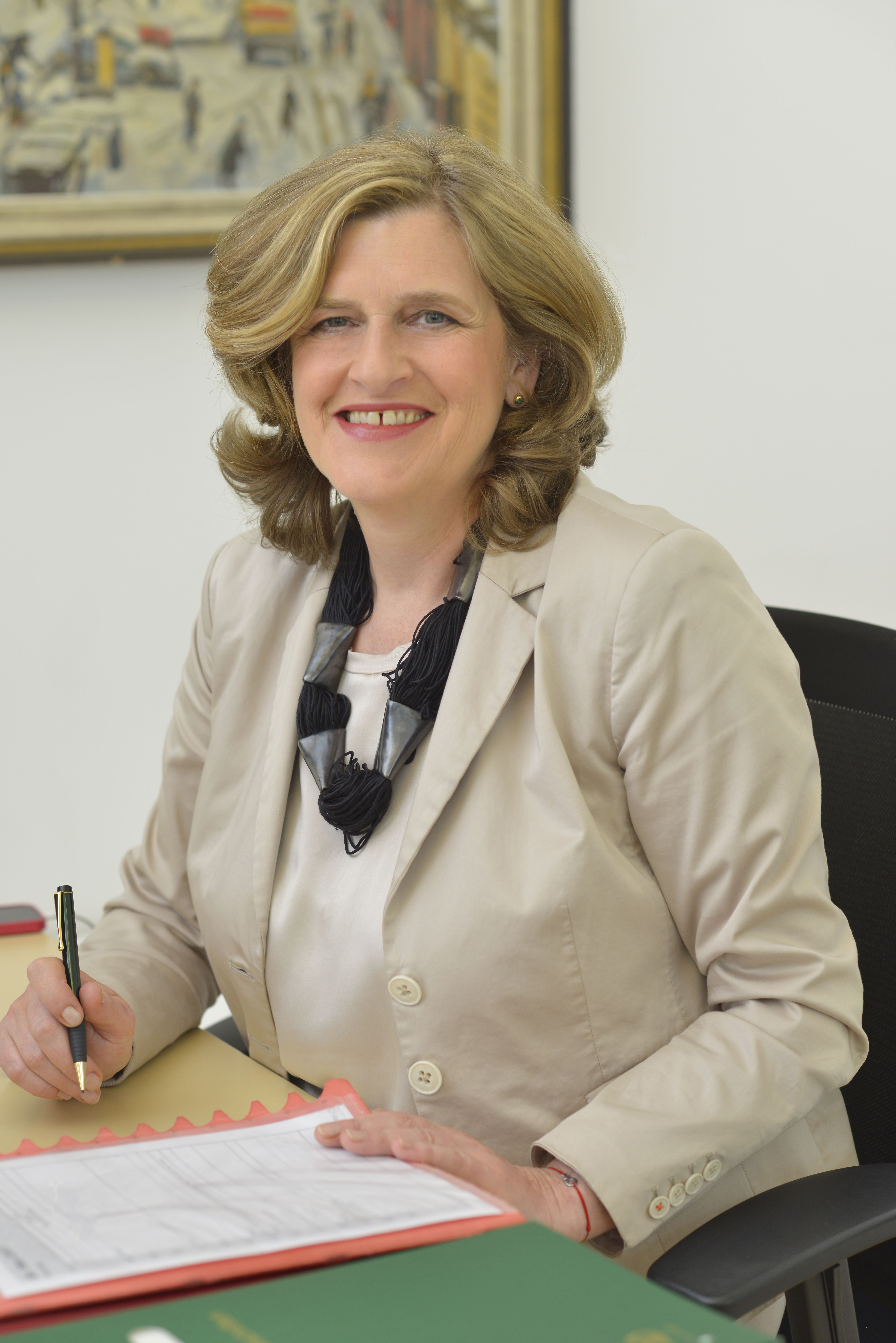
Susanne Schaefer-Wiery (2015)

Susanne Schaefer-Wiery (* 12. August 1960 in Weyer, OÖ)
ist eine österreichische Kunst- und Literaturwissenschaftlerin, Erwachsenenbildnerin, Politikerin (SPÖ) und war 2013–2020 Bezirksvorsteherin des 5. Wiener Gemeindebezirks Margareten.

## Leben
Susanne Wiery wuchs in Freistadt, Oberösterreich auf. Nach Absolvierung der Matura 1978 ging sie zum Studium – Germanistik und Kunstgeschichte – an die Universität Wien und schloss es als Magistra der Philosophie ab.
1984 begann sie ihre berufliche Laufbahn als Vortragende und später als Fachgruppenvorsitzende für Literatur der Wiener Volkshochschulen. Gemeinsam mit Norbert Siegl gründete sie 1996 das Institut für Graffiti-Forschung Wien(ifg). In ihren Veröffentlichungen über Graffiti untersuchte sie deren gesellschaftliche Funktionen von der Antike bis heute. 1998 bis 2000 war sie Leiterin der Volkshochschule Hernals, von 2001 bis 2002 betreute sie maßgeblich den Umbau der Wiener Urania als stellvertretende Direktorin. Von 2002 bis 2009 war sie Direktorin der Volkshochschule polycollege. Parallel zu ihrer Tätigkeit in der Wiener Volksbildung übernahm sie von 2002 bis 2013 die Geschäftsführung der Filmcasino & polyfilm Betriebs GmbH in Wien-Margareten.
2009 wurde Schaefer-Wiery Vorstand der Sozial Global AG und bekleidete diesen Posten bis 2013. Von 2011 bis 2013 war sie als Geschäftsführerin der SozialGmbH, einem Tochterunternehmen der Sozial Global AG in Wien, tätig.

## Politik
Schaefer-Wierys politisches Engagement begann als Mitglied der Fachgruppe Kino der Wirtschaftskammer Wien und später auch der WKO, sowie als Vorsitzende des Wirtschaftsverbands Margareten. 2010 wurde sie Bezirksrätin für die SPÖ, stellvertretende Klubvorsitzende und Vorsitzende der Bezirkskulturkommission.
2013 übernahm Schaefer-Wiery das Amt der Bezirksvorsteherin von Margareten. Sie übernahm den Posten des Bezirksvorstehers von Kurt Wimmer (SPÖ), der von 1999 bis 2013 die Funktion innehatte, und in die Privatwirtschaft wechselte.
Einer der Schwerpunkte ihrer politischen Arbeit als Bezirksvorsteherin ist die Implementierung und Förderung partizipatorischer Elemente und Strukturen innerhalb der bezirkspolitischen Entscheidungsprozesse.
Neben der Durchführung von größeren und kleineren Bürgerbeteiligungsprojekten wie beispielsweise der Neugestaltung der Reinprechtsdorfer Straße, des Siebenbrunnenplatzes oder des Einsiedlerparks, wurde in Margareten 2017 das partizipative Budget eingeführt.
Im Februar 2020 trat sie aus der SPÖ aus, damit stand sie bei der Bezirksvertretungswahl 2020 nicht mehr zur Wahl. Im Dezember 2020 wurde Silvia Janković zur Bezirksvorsteherin gewählt.

## Veröffentlichungen

### Als Herausgeberin
- Susanne Schaefer-Wiery, Norbert Siegl (Hrsg.): Graffiti-Kongress Wien. Kongress Reader. Mit Beiträgen von: Irmela Adusei Poku, Thomas Baumgärtel, Peter Gorsen, Bady Minck, Angelika Overbeck, Susanne Schaefer-Wiery, Norbert Siegl, Beat Suter, Peter Vitouch, Graffiti-News Nr. 2, graffiti edition, Wien 1999, ISBN 3-901927-01-8.
- Susanne Schaefer-Wiery, Norbert Siegl (Hrsg.): Seminararbeiten zum Thema Graffiti – Teil 1 Graffiti-News Nr. 16, graffiti edition, Wien 2002, ISBN 3-901927-15-8.
- Susanne Schaefer-Wiery, Norbert Siegl (Hrsg.): Der Graffiti-Reader. Essays internationaler Experten zum Kulturphänomen Graffiti und ein ausgewählter Bildteil aus der „Graffiti-Dokumentation Europa“. Graffiti-News Nr. 20, graffiti edition, Wien. Neuauflage 2009, Reprint 2012, ISBN 978-3-901927-19-5.

### Als Autorin
- Susanne Schaefer-Wiery, Norbert Siegl: Graffiti-Dokumentation. Städte und Länder – Teil 1. Graffiti-News Nr. 10, graffiti edition, Wien. 2002, ISBN 3-901927-09-3.